# Parc national du mont Barney
Le parc national du mont Barney (anglais : Mount Barney National Park) est un parc national australien situé au Queensland, à 90 km au sud-ouest de Brisbane. Il fait partie du site du patrimoine mondial des forêts humides Gondwana de l’Australie.